# Łań (agromiasteczko)
Łań (biał. Лань; ros. Лань) – agromiasteczko na Białorusi, w obwodzie mińskim, w rejonie nieświeskim, w sielsowiecie Łań, nad Łanią.
Znajduje się tu parafialna cerkiew prawosławna pw. Opieki Matki Bożej.

## Historia
W XIX i w początkach XX w. położona była w Rosji, w guberni mińskiej, w powiecie słuckim. W czasach carskich i w II Rzeczypospolitej siedziba gminy Łań.
W dwudziestoleciu międzywojennym leżała w Polsce, w województwie nowogródzkim, w powiecie nieświeskim, w gminie Łań. W 1921 miejscowość liczyła 559 mieszkańców, zamieszkałych w 96 budynkach, w tym 537 Białorusinów, 16 Polaków, 5 Żydów i 1 osobę innej narodowości. 537 mieszkańców było wyznania prawosławnego, 10 rzymskokatolickiego, 11 mojżeszowego i 1 ewangelickiego.
Po II wojnie światowej w granicach Związku Sowieckiego. Od 1991 w niepodległej Białorusi.